# Ahmed Fathy
Pour les articles homonymes, voir Fathy.
Ahmed Fathy Abdelmonem Ahmed Ibrahim est un footballeur égyptien né le 10 novembre 1984 à Ismaïlia. Il fait partie de la liste des 23 joueurs égyptiens sélectionnés pour disputer la Coupe du monde de 2018 en Russie.

## Biographie

### Jeunesse et Formation
Ahmed Fathy est né le 10 novembre 1984 dans la ville de Benha, et a rejoint la Faculté de Commerce [?] à l'Université d'Ismailia pendant son temps avec l'Ismaily. Il est marié et a une fille appelée Malak et est connu parmi ses fans comme '' Abu Malak ''.

### Carrière professionnelle

#### Ismaily Sporting Club
En 2000, Fathy a rejoint le club Ismaily pour participer à la Premier League égyptienne pendant six saisons consécutives, à partir de la saison 2001-2002 jusqu'à la saison 2006-2007, avec un total de 55 matchs, au cours desquels il a marqué 11 buts, ce qui a contribué au club a remporté le titre de champion lors de la saison 2001-2002 pour la troisième fois de son histoire. Fathi a également participé avec Ismaily à la Coupe d'Égypte en 2006 et a participé à deux matches de ce tournoi, au cours desquels il a marqué deux buts et a également participé avec Ismaily à la Ligue des champions de la CAF 2003, avec un total de deux matches au cours desquels il a marqué deux buts, et a également participé avec eux à la Coupe de la CAF en 2005 en trois matches au cours desquels il a marqué trois buts, en plus, il a participé avec eux à la Ligue arabe des champions en 2004 et 2007 lors de 4 matchs au cours desquels il a marqué 4 buts.
En 2006 il effectue un essai, non concluant, au FC Lorient.

#### Sheffield United
Il est passé par l'Angleterre à Sheffield United où le club anglais a dépensé plus d'1 M€ pour l'acheter mais il est reparti dans son pays natal quelques mois plus tard.

#### Al Ahly
Fathy a rejoint le club égyptien Al-Ahly et a participé avec lui lors de la saison (2007-2008) à dix matches de championnat, au cours desquels il a marqué trois buts, puis a été prêté au club koweïtien Kazma.

#### Kazma Sporting Club
Fathy a déménagé à Kazma Sporting Club en prêt, et a participé avec lui à 21 matches, au cours desquels il a marqué un but, puis est revenu fin 2007 au Al-Ahly Club.

#### Retour à Al Ahly
Fathy est retourné à Al-Ahly et a continué avec lui pendant sept ans de 2007 à 2014.

##### Saison 2007-2008
Cette saison, Al-Ahly a remporté le Championnat d'Égypte pour la quatrième fois consécutive et la Super Coupe d'Égypte, et Al-Ahly a réussi à atteindre le match final et à remporter la Ligue des champions Africaine pour la sixième fois de son histoire, après avoir battu le Camerounais Cotton Sport 4-2 au total. Il s'est qualifié pour la Coupe du monde des clubs et a terminé cinquième du tournoi, puis a réussi à remporter la Super Coupe d'Afrique pour la quatrième fois de l'histoire du club d'Al-Ahly, et Fathi a participé cette saison à 11 matchs, au cours desquels il a marqué 3 Buts.

##### Saisons 2008–2010
Les deux saisons : 2008-2009 et 2009-2010 ont vu le club d'Al-Ahly remporter 3 Championnat d'Égypte pour la septième fois consécutive et le 36 dans l'histoire du club d'Al-Ahly et la Super Coupe d'Égypte 2010, mais sans aucun bon résultat au niveau africain, puisqu'il a été éliminé de la Ligue des champions Africaine dès les huitièmes de finale en 2009, et lors du tournoi suivant en 2010, il a atteint les demi-finales du tournoi, mais a perdu le match et ne s'est pas qualifié. Au cours de ces saisons, Fathy a commencé à s'imposer dans la formation de départ du club et à prouver son efficacité, puisqu'il a participé à la saison 2008-2009 en 27 matchs, au cours desquels il a marqué un but, et lors de la saison 2009-2010, il a participé à 36 matchs au cours desquels il a marqué deux buts.

##### Saison 2010-2011
Cette saison, Fathy a joué avec son club dans le Championnat d'Égypte15 matchs et était à la deuxième place, avant que la ligue générale ne s'arrête en janvier 2011 en raison des événements de la révolution du 25 janvier, qui a été suivie par l'annulation de la ligue et de la coupe. Cette période a également vu l'arrêt de l'activité sportive en Egypte pour cette saison.

##### Saison 2011-2012
La ligue a repris sa nouvelle saison fin 2011, mais le 1er février 2012, lors du match de son club avec Al-Masry, les événements du stade de Port-Saïd ont éclaté, après quoi l'activité de football s'est complètement arrêtée et les championnats locaux ont été annulés, et ces les événements ont eu un impact négatif sur le joueur et ses collègues, et après cela, le club d'Al-Ahly a repris le championnat La Ligue des champions africaine, dans laquelle le club d'Al-Ahly a réussi, malgré ses mauvaises conditions cette saison, à remporter le championnat pour la septième fois dans son histoire. Puis il a disputé la Coupe du monde des clubs pour la quatrième fois de son histoire et a réussi à remporter le premier match avant de perdre son deuxième match, et a pu marquer quatrième dans ce tournoi.

#### Hull City
Le 31 janvier 2013, Fathi signe avec le club anglais d'Hull City AFC pour six mois, sous la forme d'un prêt.Fathy rejoint donc les "Tigers", il avait déjà jouait en Angleterre à Sheffield FC. Il rejoindra là-bas ses compatriotes égyptiens Gedo et Ahmed El Mohamady.

#### Retour à Al Ahly
Fathy est retourné à Al-Ahly et a participé avec lui à la saison 2013-2014, et a participé à 20 matchs, au cours desquels il a marqué deux buts, et avec Al-Ahly a remporté le championnat de la ligue pour la huitième fois consécutive et le trente-septième en l'histoire du club, avant qu'il ne soit prêté au club qatari d'Umm Salal.

#### Umm Salal
Fathy a participé avec Umm Salal à la saison (2014-2015) à 23 matches, au cours desquels il a marqué un but, puis est revenu à Al-Ahly la saison suivante.

#### Retour à Al Ahly

##### Saison 2015-2016
Cette saison a vu une baisse du niveau du club d'Al-Ahly comme la saison précédente, où Al-Ahly n'a remporté cette saison que le titre de champion avec de mauvaises performances dans toutes les compétitions, et Fathy a participé à 45 matchs au cours desquels il a marqué deux buts.

##### Saison 2016-2017
Cette saison a vu des victoires répétées pour Al-Ahly avec le nouvel entraîneur Hossam El-Badry dans tous les tournois, puisqu'il a réussi à remporter la ligue pour la deuxième fois consécutive et la trente-neuvième de son histoire sans aucune défaite. Fadl dans la victoire, puisqu'il a réussi à marquer le deuxième but de son équipe lors de la deuxième période supplémentaire à la 117e minute pour couronner Al-Ahly avec la Coupe d'Égypte pour la 36e fois de son histoire.La finale du Championnat arabe des clubs, après la défaite contre le club jordanien Al-Faisaly, 1–2, et Fathy a participé jusqu'à présent à 39 matches, au cours desquels il a marqué deux buts.

### Carrière internationale
Fathi a rejoint l'équipe égyptienne à l'âge de 19 ans et a participé avec l'équipe de jeunes égyptiens au Championnat du monde junior 2003 aux Emirats. Et a contribué à l'ascension de l'équipe égyptienne jusqu'en huitièmes de finale avant que la marche de l'équipe ne s'arrête face à l'Argentine.
Il est considéré comme l'un des meilleurs joueurs égyptiens au niveau international. Il a participé à 119 matches internationaux avec l'équipe nationale égyptienne de football, au cours desquels il a marqué un but et a marqué deux buts avec l'équipe de jeunes U-20. Il a également participé à la Victoire de l'équipe égyptienne à la Coupe d'Afrique des Nations trois fois de suite en 2006. En 2008 et 2010, il a également participé à la finale du même tournoi en 2017 et a terminé deuxième.Il inscrit un but lors de la demi-finale de la CAN 2008 au Ghana, contre la Côte d'Ivoire.

## Palmarès
- Coupe d'Afrique des nations de football : 2006, 2008 et 2010
- Égypte
  - Coupe d'Afrique des nations
    - Finaliste 2017
- Ligue des champions de la CAF : 2008, 2012 et 2013 avec Al Ahly
- Championnat d'Égypte : 2008, 2009, 2010, 2011, 2014, 2016, 2017, 2018, 2019 et 2020 avec Al Ahly
- Supercoupe de la CAF : 2009 et 2014 avec Al Ahly
- Coupe d'Égypte : 2017 avec Ahly
- Supercoupe d'Égypte : 2016, 2018 et 2019 avec Al Ahly
- Championnat d'Égypte : 2002 avec Ismaily SC